# 格勒诺布尔城市公共交通
格勒诺布尔城市公共交通（法語：Transport de l'agglomération grenobloise），是法国东部城市格勒诺布尔（法語：Grenoble）的城市公共交通系统，由格勒诺布尔城市公共交通工会（法語：Syndicat mixte des transports en commun de l'agglomération grenobloise）监管，其商业名称为""，其大部分线路由法国交通发展集团（法語：Transdev）运营，也有部分地方公司参与。

## 历史
格勒诺布尔城市公共交通公司成立于1973年，在此之前，格勒诺布尔的公交车早在1943年就已出现。1987年，法国第二条现代有轨电车线路在格勒诺布尔投入运营。1999年，格勒诺布尔无轨电车停止运行。

## 组织

### 运营
格勒诺布尔城市公共交通的大部分线路由法国交通发展集团负责提供车辆及人员配置并运营。

### 财政
格勒诺布尔城市公共交通的财政管理由格勒诺布尔都市圈社区（Grenoble-Alpes Métropole）负责财政，其财政来源包括4部分：
- 地方财政支出（Contribution），即格勒诺布尔都市圈本身。
- 交通社会保障（Versement du transport），由公共设施保障局（法語：URSSAF）负责。
- 商业收入，即车票等。
- 国家直接补助。

## 设施
截止2015年12月，格勒诺布尔城市公共交通系统共有各类车辆400辆，包括103辆有轨电车、32辆铰链式公共汽车、230辆普通公交车和8辆小公交，共4个车辆管理中心。

## 线路
截止2017年10月，格勒诺布尔城市公共交通系统共包含5条有轨电车线路和48条公交线路。其线路网覆盖了格勒诺布尔都市圈范围内的49个市镇，总辐射人口接近45万。

### 公交

#### 校车
格勒诺布尔城市公共交通下辖60余条校车线路，专门服务格勒诺布尔境内的主要中小学校。

### 其它服务
格勒诺布尔城市公共交通系统内共设有21处综合停车场（P+R）。另有自行车租赁服务。

## 票价
格勒诺布尔城市公共交通的车票系统包括两大类型：单次车票和公交卡。

### 单次车票
格勒诺布尔城市公共交通的单次车票包括两种：单次票（1.6欧元）和10次票（10×单次票，14.5欧元），不记名，可在有轨电车车站的自动售票机处购买，在公交车上购买则仅能购买单次车票（2.1欧元）。所有单次车票在刷卡后一个半小时内可无限次换乘。此外，在综合停车场附近亦可购买停车+公交联合车票。

### 公交卡
格勒诺布尔的公交卡包含多种类型，包括公共卡（所有人均可办理和使用）、学生卡、老年卡等，办理时需实名登记并出示相关证件。普通的公交卡可在指定的时间段内无限次乘坐格勒诺布尔城市公共交通下属的所有线路，小型联合卡（法語：TER+TAG）则可在格勒诺布尔都市圈社区范围内乘坐包括TER列车在内的所有公共交通，而大型联合卡（法語：TER+TAG+TCL）则还可同时乘坐里昂的城市公共交通。
此外，格勒诺布尔城市公共交通系统还支持使用奥弗涅-罗纳-阿尔卑斯大区下属的大区综合交通卡（法語：OùRA），该卡可在不同的公共交通工具上同时使用，方便区内的通勤人员。

## 图集

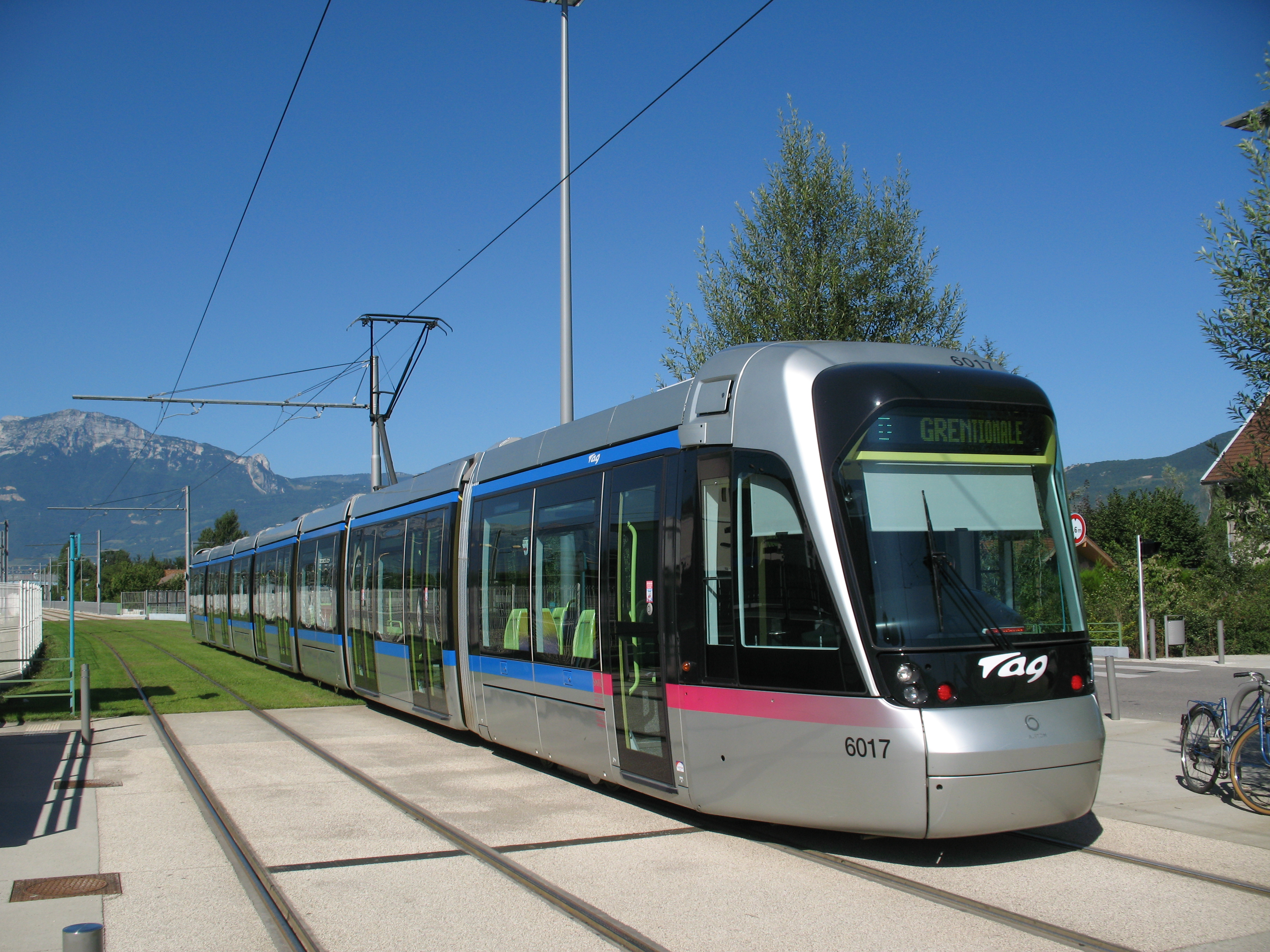
格勒诺布尔有轨电车B线
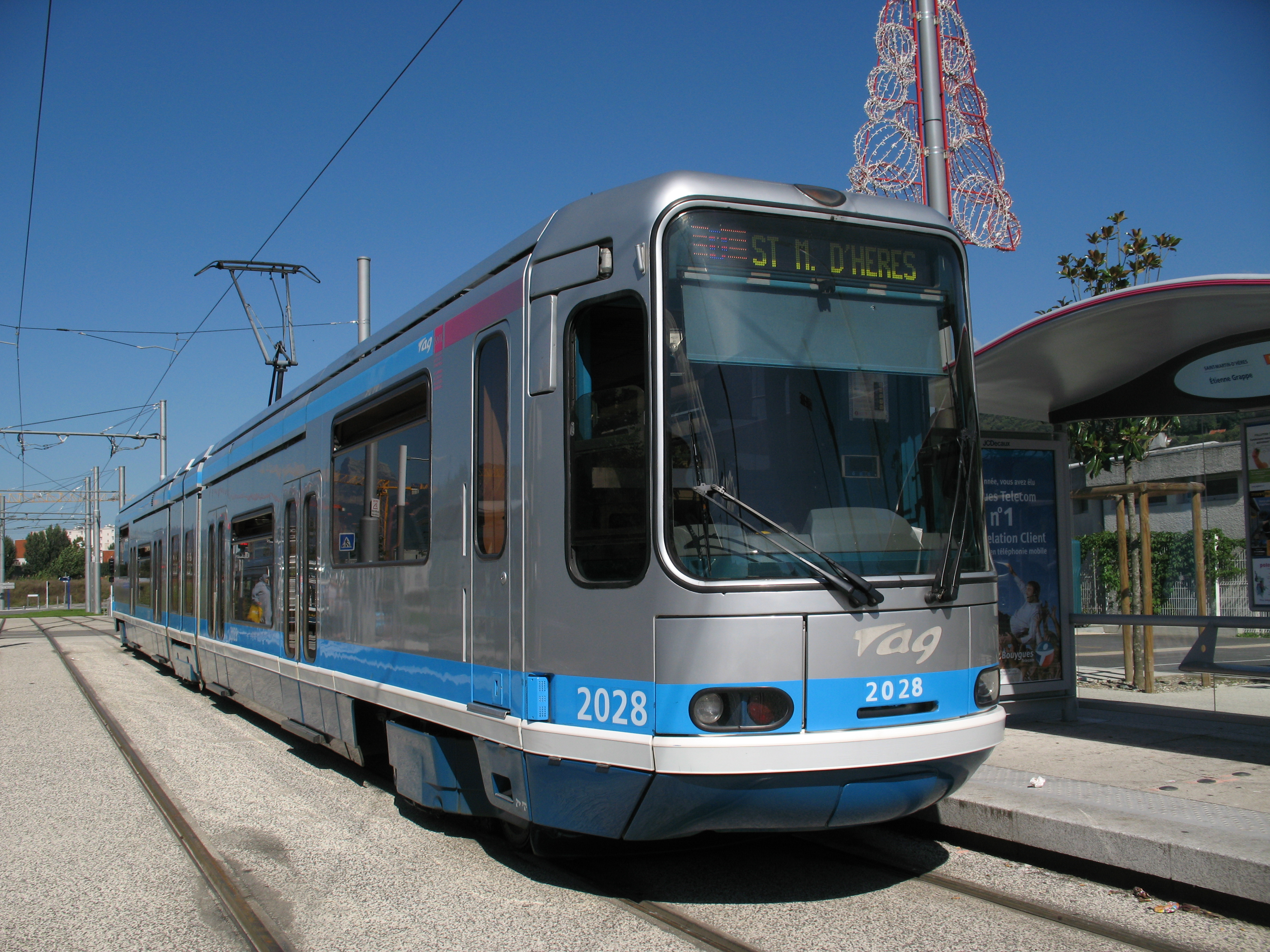
格勒诺布尔的法兰西标准有轨电车
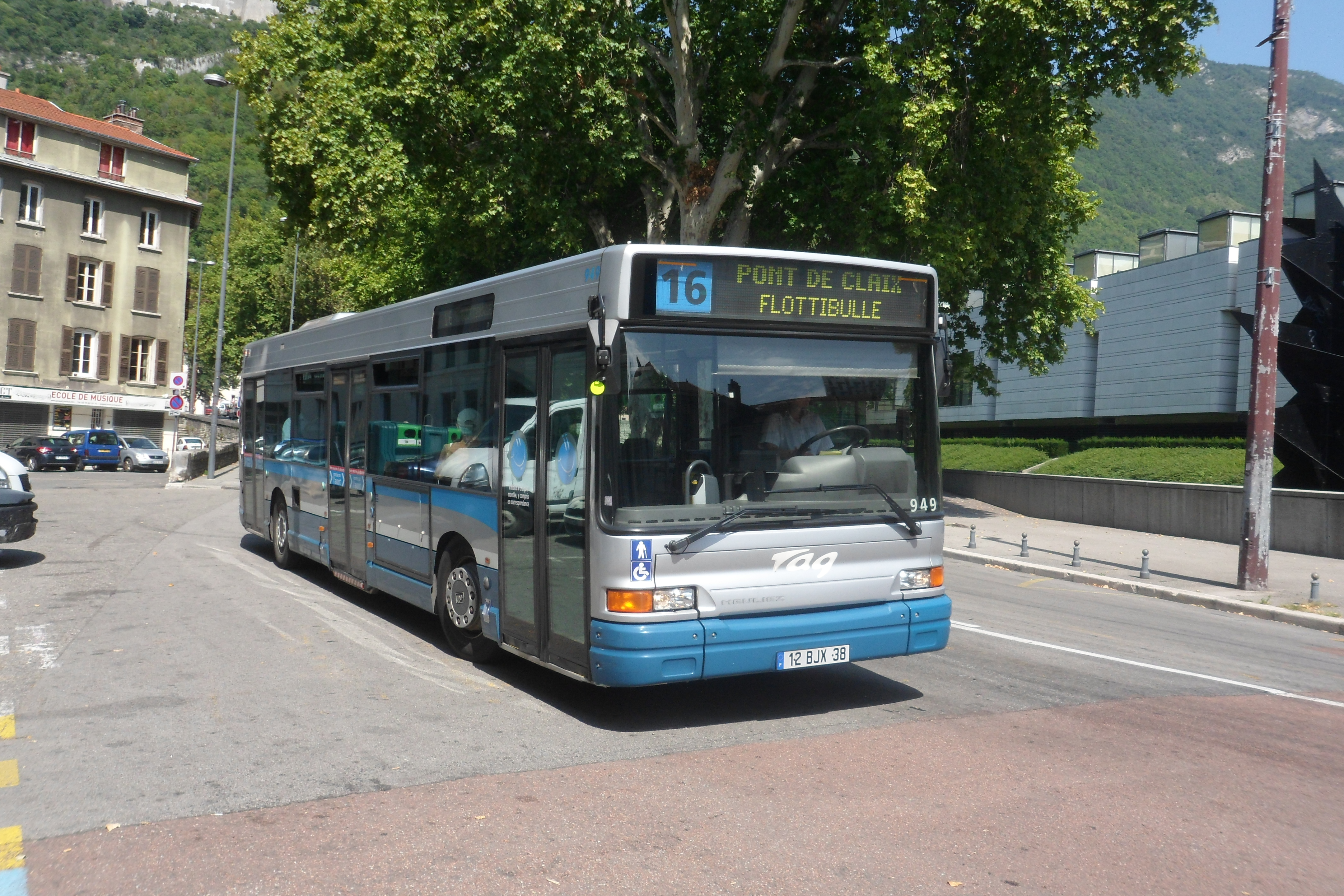
格勒诺布尔公交16路
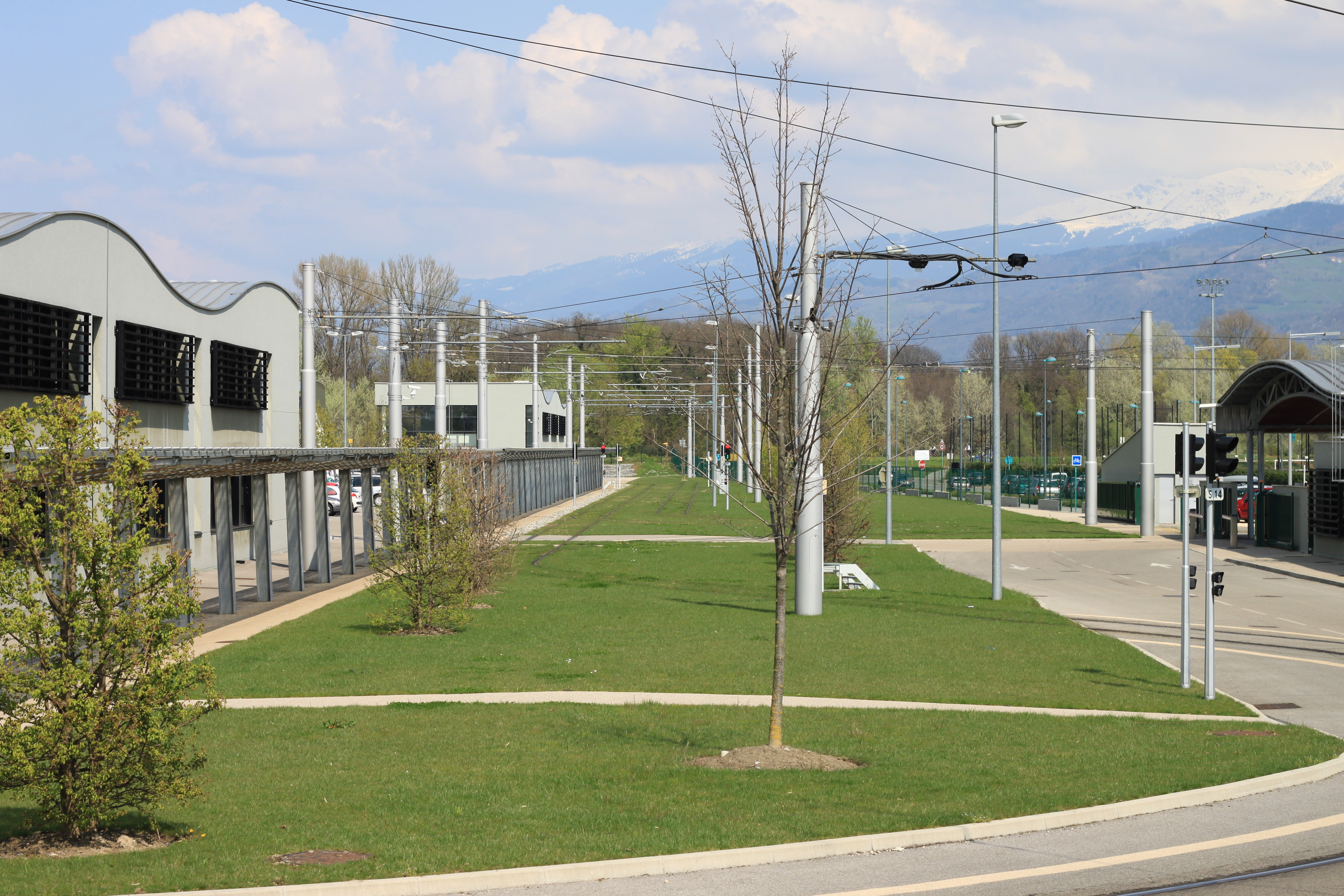
格勒诺布尔的耶尔车辆服务中心